# Джанет Мартін
Джанет Луїзе Блок Мартін (Janet Louise Block Martin, народилася 24 січня 1945 року) американська історикиня, що спеціалізується на давня східнослов'янська література та середньовічній історії Київська Русь та її спадкоємців. Вона є почесним професором на кафедрі історії в Університеті Маямі.

## Біографія

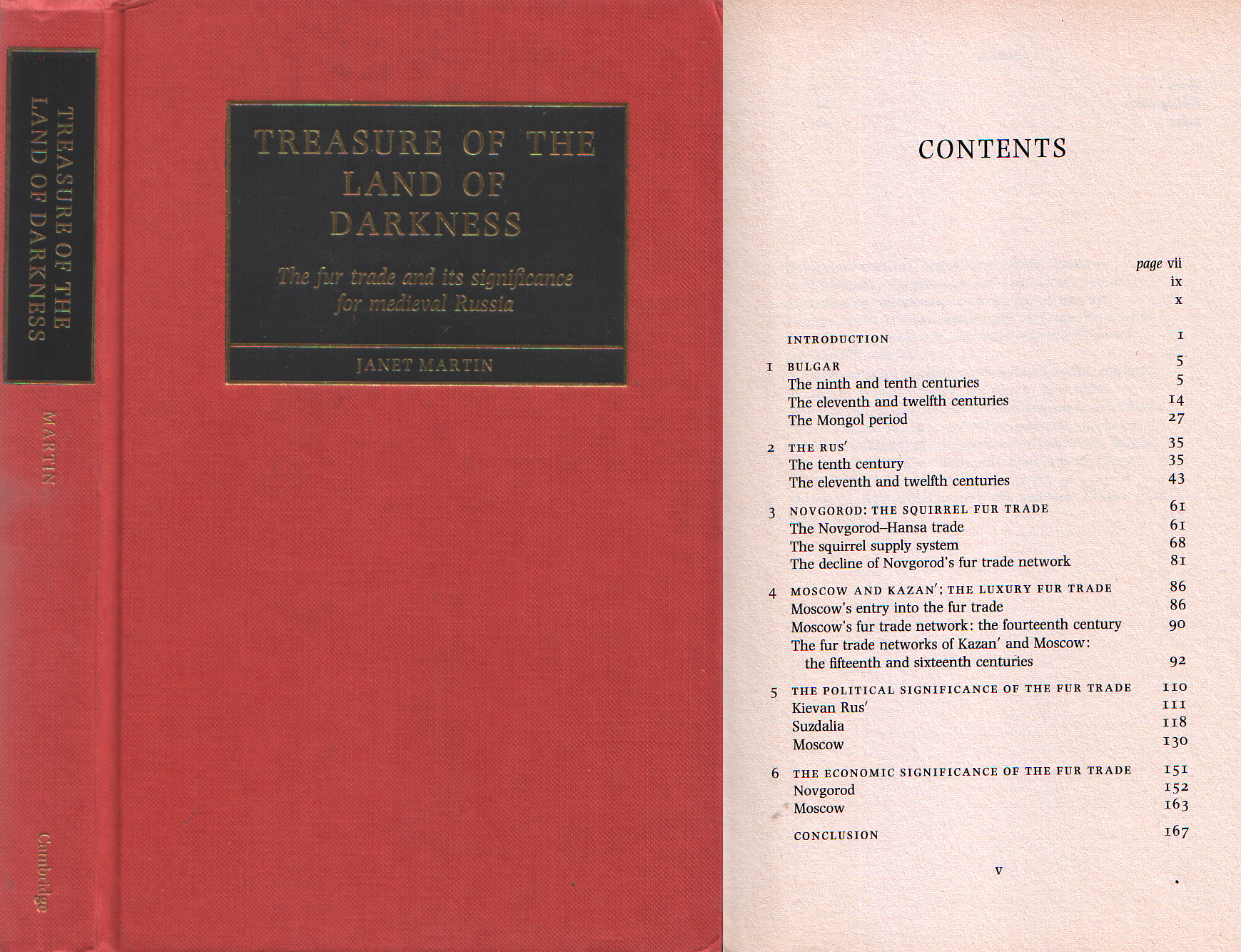
Treasure of the Land of Darkness («Скарб Країни темряви», 1986) Джанетою Мартіною

Мартін отримала ступінь доктора філософії з руської/російської історії в Чиказькому університеті в 1980 році. Її кандидатська дисертація називалася  Treasure of the Land of Darkness: A Study of the Fur Trade and its Significance for Medieval Russia (X-XVI Centuries) («Скарб Країни Тьми: Дослідження торгівлі хутром та її значення для середньовічної Русі (X-XVI ст.)»). Рецензент Морін Хелена Беррі (1982) назвала різноманітність джерел, якими користувався Мартіною, «вражаючою».

## Вибрані твори

### Монографії
- Martin, Janet, Treasure of the Land of Darkness: A Study of the Fur Trade and its Significance for Medieval Russia (X-XVI Centuries) [«Скарб Країни Тьми: Дослідження торгівлі хутром та її значення для середньовічної Русі (X-XVI ст.)»] (1980). Чиказький університет. Докторська дисертація.
  - Martin, J. (2004). Treasure of the Land of Darkness: The Fur Trade and Its Significance for Medieval Russia [Скарб Країни Тьми: Дослідження торгівлі хутром та її значення для середньовічної Русі]. Cambridge University Press. ISBN 978-0-521-54811-3. Процитовано 21 квітня 2024. (на основі її докторської дисертації 1980 року, вперше опублікованої в 1986 році)
- Martin, Janet (1993). Medieval Russia: 980–1584 [Середньовічна Русь: 980–1584]. Cambridge: Cambridge University Press. ISBN 0521368324. (оригінал). Пізніші видання:
  - Martin, Janet (1995). Medieval Russia: 980–1584 [Середньовічна Русь: 980–1584]. New York: Cambridge University Press. ISBN 0521362768. (вперше опубліковано)
  - Martin, Janet (2004). Medieval Russia: 980–1584 [Середньовічна Русь: 980–1584]. Cambridge: Cambridge University Press. ISBN 9780521368322. Архів оригіналу за 23 квітня 2023. Процитовано 11 жовтня 2015. (цифровий друк 2004)
  - Martin, Janet (2007). Medieval Russia: 980–1584. Second Edition. E-book [Середньовічна Русь: 980–1584. Друге видання. Електронна книга.]. Cambridge: Cambridge University Press. ISBN 978-0-511-36800-4.
- Engel, B.A.; Martin, J. (2015). Russia in World History [Росія у світовій історії]. New Oxford world history. Oxford University Press. ISBN 978-0-19-994789-8. Процитовано 21 квітня  2024.

### Розділи книги (вибірка)
- Martin, Janet (2009a). Chapter Three: The First East Slavic State. A Companion to Russian History [Супутник руської/російської історії. Глава третя: Перша східнослов'янська держава.]. Chichester: John Wiley & Sons. с. 34—50. ISBN 9781444308426.
- Martin, Janet (2009b). From Kiev to Muscovy: The Beginnings to 1450. У Freeze, Gregory (ред.). Russia: A History [Росія: Одна історія. Від Києва до Московії: Від початків до 1450 року]. Oxford: Oxford University Press. с. 1—30. ISBN 978-0-19-150121-0. Архів оригіналу за 27 січня 2023. Процитовано 27 січня 2023. (третє видання)

### Журнальні статті (хронологічна вибірка)
- Lenhoff, Gail D.; Martin, Janet L. B. (1989). The Commercial and Cultural Context of Afanasij Nikitin's Journey Beyond Three Seas [Комерційний та культурний контекст «Подорожі за три моря» Афанасія Нікітіна]. Jahrbücher für Geschichte Osteuropas. Franz Steiner Verlag. 37 (3): 321—344. ISSN 0021-4019. JSTOR 41048307. Процитовано 21 квітня 2024.
- Martin, Janet (2006). Calculating Seniority and the Contests for Succession in Kievan Rus' [Обчислення старшинства та боротьба за престол у Київській Русі]. Russian History. Brill. 33 (2/4): 267—281. ISSN 1876-3316. JSTOR 24664444.
- Martin, Janet (2007). Two Pomeshchiki From the Novgorod Lands: Their Fates and Fortunes During the Livonian War [Два помєщики з Новгородської землі: Їхні долі та щастя під час Лівонської війни]. Russian History. 34 (1-4): 239—253. doi:10.1163/187633107X00130. ISSN 0094-288X.